# Мария Витек
Мария Станислава Вѝтек (на полски: Maria Stanisława Wittek), по време на войната с псевдоними Мира, Пани Мария, е полска военна, участничка във Варшавското въстание като войник на Армия Крайова. Първата полска жена, произведена в чин бригаден генерал (1991). Служи в полската армия и свързаните организации още от 18-годишна възраст.

## Ранна служба
Мария Витек е родена на 16 август 1899 г. в Tребки, село близо до Гостинин в Мазовше, на 120 км западно от Варшава, в руския дял на разделена Полша. Баща ѝ, Станислав Витек, дърводелец и член на Полската социалистическа партия, се премества със семейството си в Украйна през 1915 г., за да избегне арестуване от руските власти. Мария още докато е в гимназията се присъединява към полското Скаутско движение в Киев. По-късно става първата жена-студент в катедрата по математика на Киевския университет. В същото време Мария се присъединява към нелегалната Полска военна организация и завършва курс на военно обучение. През 1919 г. се присъединява към полската армия, която се бие с болшевиките в Украйна. След това през 1920 г. като член на жените-доброволци участва в битката за Лвов и е наградена с най-високия полски военен орден Virtuti Militari.

## Между двете войни
От 1928 до 1934 Мария Витек е Председател на Военната Женска Комисия – Организация за обучение на жени за военна служба. През 1935 г. е назначена за ръководител на подразделението за жени в Института по физическо възпитание и Военно обучение в Белани, близо до Варшава.

## През Втората световна война
По време на Нашествието в Полша през 1939 Мария Витек е командващ офицер на женските спомагателни батальони. През октомври 1939 тя се присъединява към подземната организация, който по-късно приема името Армия Крайова. Ръководи Службата за женския военен персонал при ген. Грот-Ровецки, а по-късно и ген. Бор-Коморовски. Участва и във Варшавското въстание и е повишена в подполковник. След капитулацията бяга от германците и руините на Варшава. Продължава да служи в армията на съпротивата до разпускането ѝ през януари 1945.

## След края на войната
Когато комунистическото правителство идва на власт в Полша Витек отново е началник на Института за физическо възпитание и военно обучение. Първоначално се връща в предишното си положение като ръководител на подразделенията на жените. Въпреки това, през 1949 г. е арестувана от комунистическата власт и прекарва няколко месеца в затвора. След освобождаването си работи в павилион за продажба на вестници. Инициира създаването на „Комисия за история на жените“. След разпадането на комунистическия режим в Полша, президент Лех Валенса я издига в чин Бригаден генерал на 2 май 1991 г. По този начин тя става първата полякиня достигнала чин генерал.
На 19 април 2007, на 10-ата годишнина от смъртта ѝ, в естествена големина е издигнат бронзов паметник на Мария Витек пред Музея на полската армия във Варшава.